# Noche en el desierto
Noche en el desierto es un cuadro del pintor francés Jean-Léon Gérôme. Se trata de una pintura al óleo sobre lienzo de 56 × 100 cm realizada en 1884, y que representa a una tigresa y sus cachorros en un desierto rocoso, bajo las estrellas. Forma parte de la colección no expuesta del Museo de Arte Carnegie de Pittsburgh. El museo también tiene León intentando atrapar una mariposa.
El cuadro fue presentado en la exposición de pintura y escultura de 1884 junto con Venta de esclavos en Roma.
En el libro de visitas del Salón de Pintura y Escultura de 1884, el lienzo cuyas dimensiones son 45 x 80 cm se presenta de la siguiente manera:  

Un desierto de arena, montañoso y gris, a la luz de las estrellas. Al fondo, una silueta de montañas escarpadas. En primer plano a la izquierda, delante de un agujero, yace una tigresa, vista de perfil, mirando a sus dos cachorros que juegan a unos pasos de ella.

La obra está firmada abajo a la izquierda y el boceto está firmado y dedicado abajo a la derecha "A mi hija Blanche», la segunda hija de Gérôme.  
Las dimensiones indicadas en el catálogo de la exposición y las dimensiones conocidas del lienzo del Museo Carnegie sugieren que había varias pinturas del mismo tema. También hay un boceto de 26 × 46 cm en una colección privada. En esta versión, los cachorros no están presentes.
Este es uno de los temas favoritos del artista, que pintó numerosos cuadros de felinos, llegando incluso a poseer un león real como mascota.

## Otras obras con temas relacionados

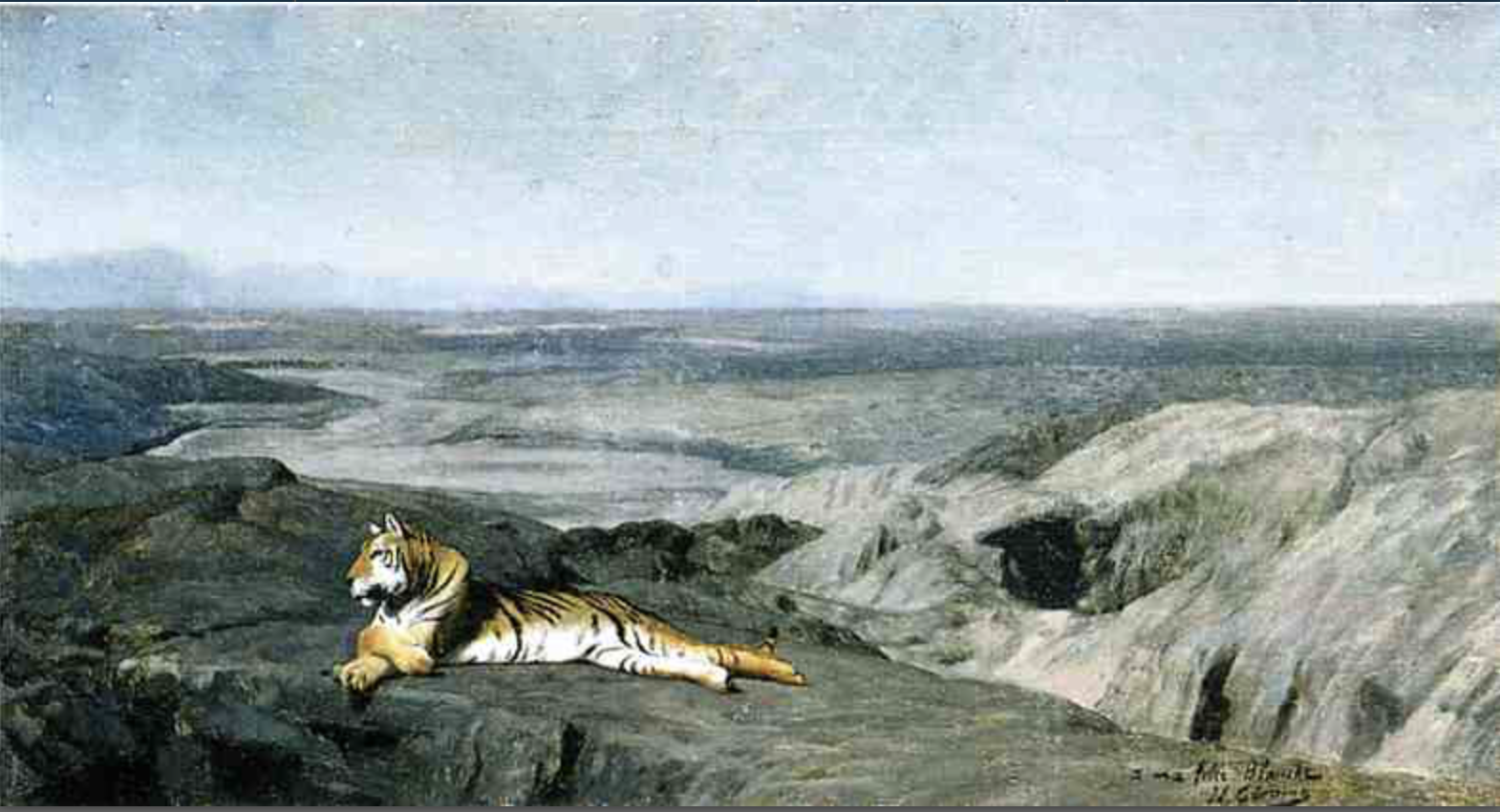
Boceto de Un tigre acostado a la luz de la luna.
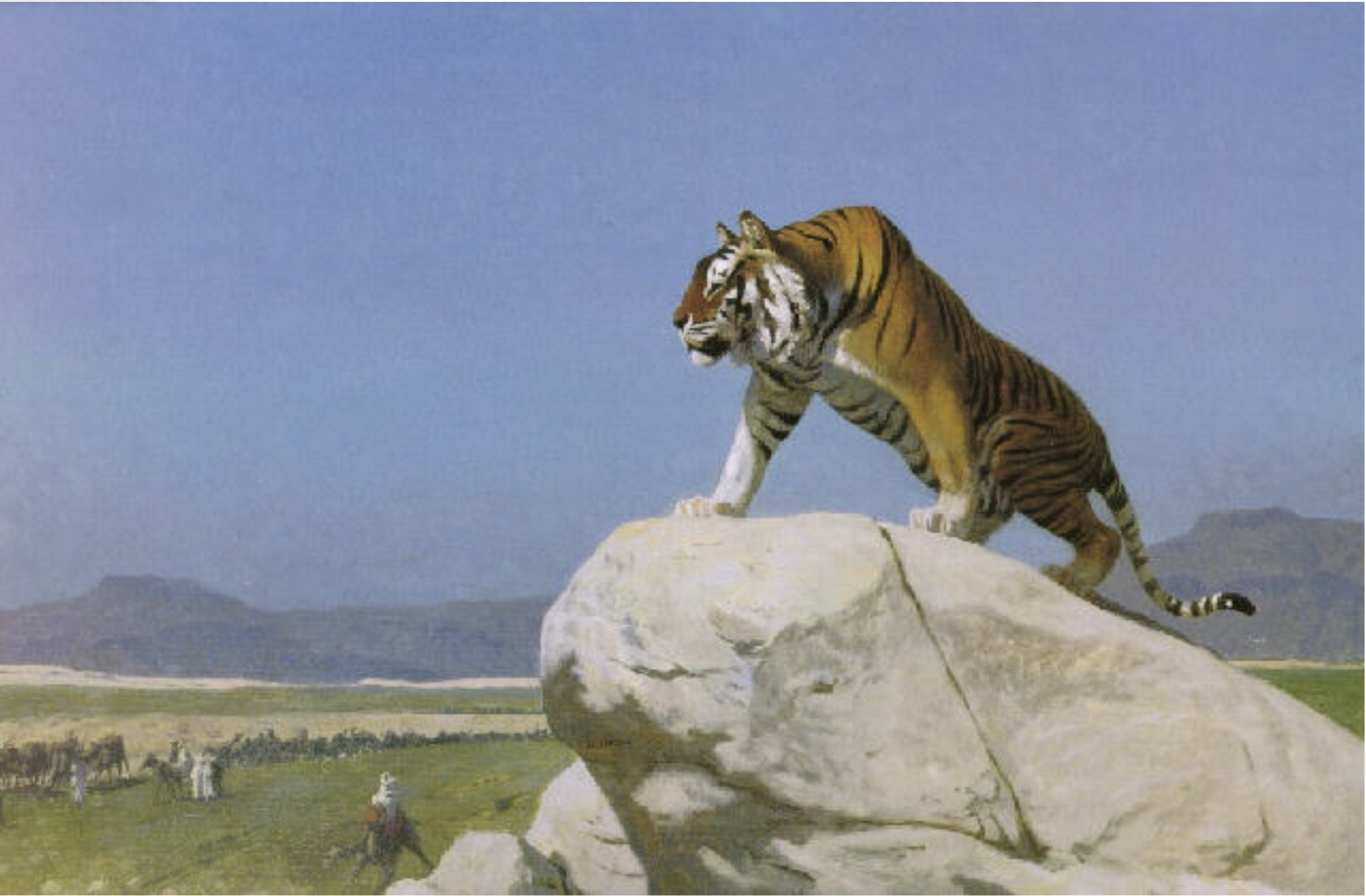
Tigre al acecho.
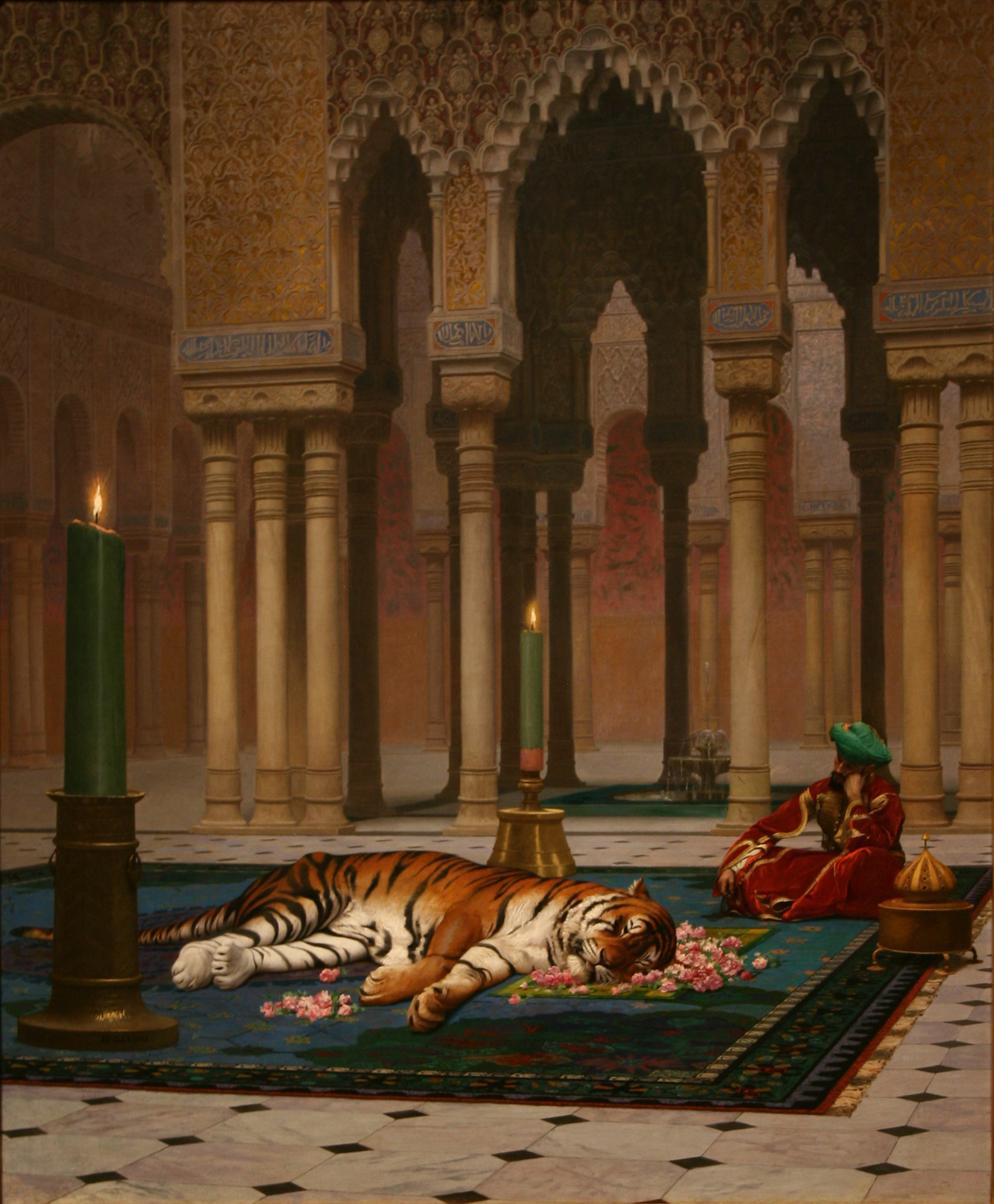
El dolor del pachá.
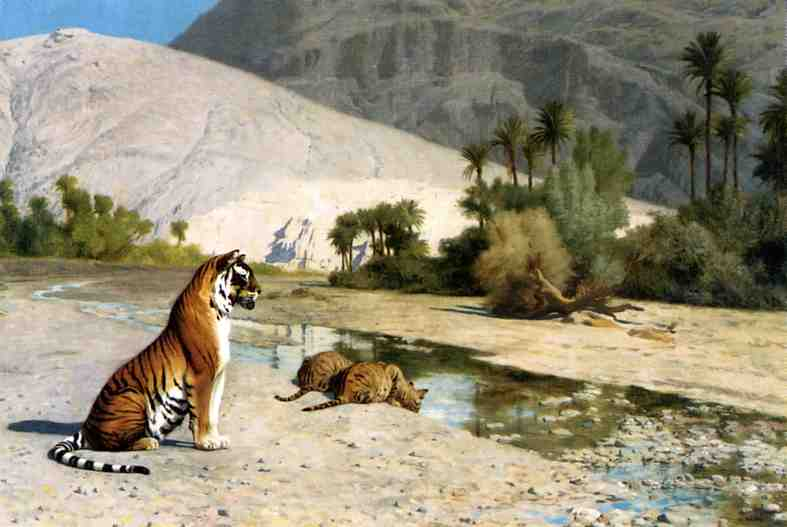
Tigresa y sus cachorros.